# Popowice (województwo pomorskie)
Popowice (kaszub. Pòpòwice lub Pùpendórp) – wieś w Polsce położona w województwie pomorskim, w powiecie bytowskim, w gminie Miastko.
W latach 1975–1998 miejscowość położona była w województwie słupskim.
Wieś stanowi sołectwo gminy Miastko.